# اراگوانا (توکانتینس)
اراگوانا (به پرتغالی: Araguanã) یک منطقهٔ مسکونی در برزیل است که در توکانتینس واقع شده‌است. اراگوانا ۸۳۶ کیلومتر مربع مساحت و ۵٬۷۹۳ نفر جمعیت دارد.